# Heinz Bruno Gallée
Heinz Bruno Gallée (* 15. Februar 1920 in Wien; † 9. November 1996) war ein österreichischer Architekt, Maler, Grafiker, Bühnenbildner und Hochschullehrer.

## Leben und Wirken
Gallée stammt aus Wien und scheint 1947 als Gestalter des Bühnenbildes für Alexander Lernet-Holenias Komödie Die Frau des Potiphar bei den Salzburger Festspielen auf.
Gallée lehrte zunächst an der Kunstschule Linz und am Brucknerkonservatorium (1953 bis 1967). Er wurde 1951 als Lehrkraft für das Fach Kostümwesen und szenische Gestaltung im Schauspielseminar verpflichtet und war von 1963 bis 1990 erster Professor für die neu geschaffene Studienrichtung Bühnengestaltung an der Akademie für Musik und darstellende Kunst Salzburg.
Der Künstler gehörte ab dem Beginn der 1950er-Jahre der Künstlervereinigung MAERZ an. Er wohnte in Leonding und war ab den 1950er-Jahren für Bühnenausstattungen vieler Produktionen am Landestheater Linz (1950 bis 1971) und am Landestheater Salzburg zuständig. Zu seinen Schülern bzw. Assistenten zählten u. a. Friedrich Goffitzer und Hellmuth Bodenteich.
Gallée war 1973 Gründungsmitglied der Österreichischen Theatertechnischen Gesellschaft (OETHG). Ab 1961 war er Mitglied der Freimaurerloge Zu den 7 Weisen sowie 1967 Gründungsmitglied der Loge Tamino; er war auch Mitglied im York Ritus.

## Auszeichnungen
- Goldenes Verdienstzeichen der Republik Österreich (1991)
- Goldene Ehrenmedaille der Universität Mozarteum (1992)
- Großes Ehrenzeichen der Stadt Linz (1995)[3]
- In Leonding wurde der Bruno-Gallee-Weg nach dem Künstler benannt.

## Ausstellungen
- Heinz Bruno Gallée, Bühnenbilder, Aquarelle, Zeichnungen, Stadtmuseum Linz und Museumspavillon im Mirabellgarten, Galerie der Stadt Salzburg, Salzburg 1980

## Schriften
- Vom Raumbild zum Bildraum. Gedanken und Skizzen aus der Praxis der Bühnengestaltung, Wien, 1992, 1997
- Von der Natur zur Bühne, Gaspoltshofen, 1994
- Mit Ursula Kuypers: Förderung der Kreativität. Neue Ansätze in der Therapie Suchtkranker, Freiburg im Breisgau, 1982
- Mit Wolfgang Haefeli: Szenenkunst. Illusion und Wirklichkeit, Hallein, 1980
- Johannes Gaigg, Wolfgang Haefeli: Heinz Bruno Gallée – Bühnenbilder, Aquarelle, Zeichnungen  Katalog zur Ausstellung im Museumspavillon im Mirabellgarten, Salzburg, 1980
- Raum, Farbe und Musik, Berlin, 1979
- Und die Blumen haben die Kathedrale geschaffen. Wege zur Entfaltung der Fantasie und der Kreativität. Landlpresse – Literatur und Grafik, Gaspoltshofen ISBN 3-901483-08-X
- Von der Natur zur Bühne. Skizzenbuch von Heinz Bruno Gallée Mit 60 Zeichnungen und 6 Essays zur bildenden Kunst, 1994, ISBN 3-901483-01-2